# William Heard Kilpatrick
William Heard Kilpatrick (White Plains, 20 novembre 1871 – New York, 13 febbraio 1965) è stato un pedagogista statunitense.
Terminato con successo il percorso scolastico, cominciò la sua carriera come insegnante di matematica presso il Blakely Institute, una scuola che comprendeva sia il livello elementare che secondario. In occasione di un seminario sull'educazione, che frequentò durante l'estate del 1892, ebbe modo di conoscere le teorie dei pedagogisti Friedrich Froebel (1782-1852), ideatore dei “giardini d'infanzia”, e Johann Heinrich Pestalozzi (1746-1827) il quale, criticando la società del suo tempo che aveva deluso gli ideali promossi dalla Rivoluzione francese, sviluppò un modello educativo che coglieva “l'innesto strettissimo tra pedagogia e società attraverso la disciplina e il lavoro, ma anche la formazione dell'uomo vista come esercizio della libertà e della partecipazione alla vita collettiva, economica e sociale”; uomo inteso come un'unità di “cuore”, “mente” e “mano”, rispettoso di quegli ideali di libertà e uguaglianza posti a fondamento della “società ideale”.
Kilpatrick rimase colpito anche dal suo professore, Otis Ashmore, il quale gli raccontò dell'esperienza fatta in una sua classe presso la Chatham Academy a Savannah: gli studenti, stimolati nell'interesse, erano stati in grado di studiare da soli senza la sua supervisione. L'esempio di Ashmore, come Kilpatrick dichiarò in seguito, fu all'origine del suo articolo sul Metodo dei Progetti, che scrisse nel 1918 e lo rese famoso.
Il Metodo dei Progetti dunque influenzò enormemente la pedagogia americana di quel periodo. Kilpatrick con il termine progetto intendeva il perseguimento di un proposito, mentre distingueva il metodo sotto due chiavi: in senso stretto e in senso largo. Con l'espressione'"in senso stretto", l'autore si riferisce al metodo utilizzato per l'insegnamento delle discipline scolastiche il quale, occupandosi di far apprendere in maniera separata le varie materie, risulta inadeguato agli occhi del pedagogista il quale non considera funzionale un metodo di tipo nozionistico in cui prevale il punto di vista dell'insegnante. In questo modo infatti, lo studente si limiterebbe a memorizzare i contenuti delle discipline soltanto in maniera astratta senza condurre alcuna vera esperienza.                                                                              Kilpatrick predilige invece il metodo in senso largo (di ordine psicologico) con il quale lo studente apprende autonomamente, grazie alle proprie esperienze e scoperte che gli permettono un accesso graduale alla conoscenza. Con questo tipo di metodo, vengono quindi presi in considerazione tutti gli apprendimenti contenuti contemporaneamente in un singolo apprendimento; ad esempio un bambino piccolo che impara a socializzare con i compagni, allo stesso tempo impara anche a vincere la timidezza, a superare i propri limiti, la fiducia e il rispetto nei confronti degli altri.                                                                                 Il Metodo dei Progetti pensato da Kilpatrick concepisce l'allievo come il protagonista dell'educazione che apprende attraverso il fare. Egli distingue quattro tipi di progetto :                                                                   * Il progetto del produttore : riferito ai progetti con i quali si costruisce ciò di cui andrà a godere il consumatore;                                                                                                                                                                       * Il progetto del consumatore : il consumatore fruisce, apprezza e gode delle creazioni del produttore;                                                                                                                                                                            * Il progetto dei problemi : secondo l'autore, un problema è considerato tale soltanto nel momento in cui ci si pone l'obiettivo di risolverlo. Questo progetto ha come scopo dunque quello di far luce sulle difficoltà intellettuali inerenti ai suddetti problemi;                                                                                                                                                                                                                                                                                    * Il progetto di apprendimento specifico : si riferisce alle abilità e alle conoscenze alle quali pervengono gli studenti dopo averne avvertito il bisogno. Il pedagogista  infatti, ritiene che l'attività intenzionale provochi un apprendimento più efficace, soprattutto se si sostituisce l'esperienza vitale alla mera lettura di un libro di testo.                                                                                                                                                In definitiva, l'idea di William Heard Kilpatrick era quella di promuovere uno studio fatto di progetti che mirano al coinvolgimento diretto degli alunni affinché apprendessero in maniera partecipe e creativa, lavorando anche in gruppo, così da promuovere un'educazione anche di tipo democratico.  
L'incontro decisivo fu però quello con John Dewey (1859-1952), grande pedagogista attivista del novecento, che nel 1904 lasciò Chicago per insegnare presso il Teachers College della Columbia University (T.C.C.U.), dove Kilpatrick, nel frattempo, si era iscritto come studente nel 1907. Kilpatrick frequentò tutti i corsi tenuti da Dewey e decise di fare della Filosofia dell'Educazione la sua specialità. Nel 1908 Kilpatrick scrisse nel suo diario: “Il professor Dewey ha veramente fatto la differenza nel mio pensiero” e Dewey, a sua volta, scrisse di William: “È il miglior allievo che io abbia mai avuto”. Tra i due nascerà poi una lunga collaborazione, che durerà fino alla morte di Dewey.
Kilpatrick spese il resto della sua carriera professionale presso il T.C.C.U. guadagnandosi addirittura il titolo di “Million Dollar Professor”, per via del generoso incasso procurato all'università dal grande afflusso di studenti che vi si iscrivevano per partecipare alle sue apprezzatissime lezioni “attive”. Ebbe modo, tuttavia, di portare il suo contributo anche in molte altre università degli Stati Uniti (tra cui Knoxville, Kentucky, Carolina del Nord, Minnesota) e di viaggiare in tutto il mondo per confrontarsi con importanti educatori in Italia, Svizzera, Francia, Europa e Asia.
Dopo una vita lunga, ricca di meriti e riconoscimenti, morì all'età di 93 anni il 13 febbraio del 1965.

## Opere principali
- Il metodo dei progetti (1919);
- I fondamenti del metodo (1926); ed. italiana I fondamenti del metodo. Conversazioni sui problemi dell'insegnamento, Firenze, La nuova Italia, 1962.
- Educazione per una civiltà in cammino (1926);
- Educazione e vita sociale (1932);
- Filosofia dell'educazione (1951).